# Newsdesk

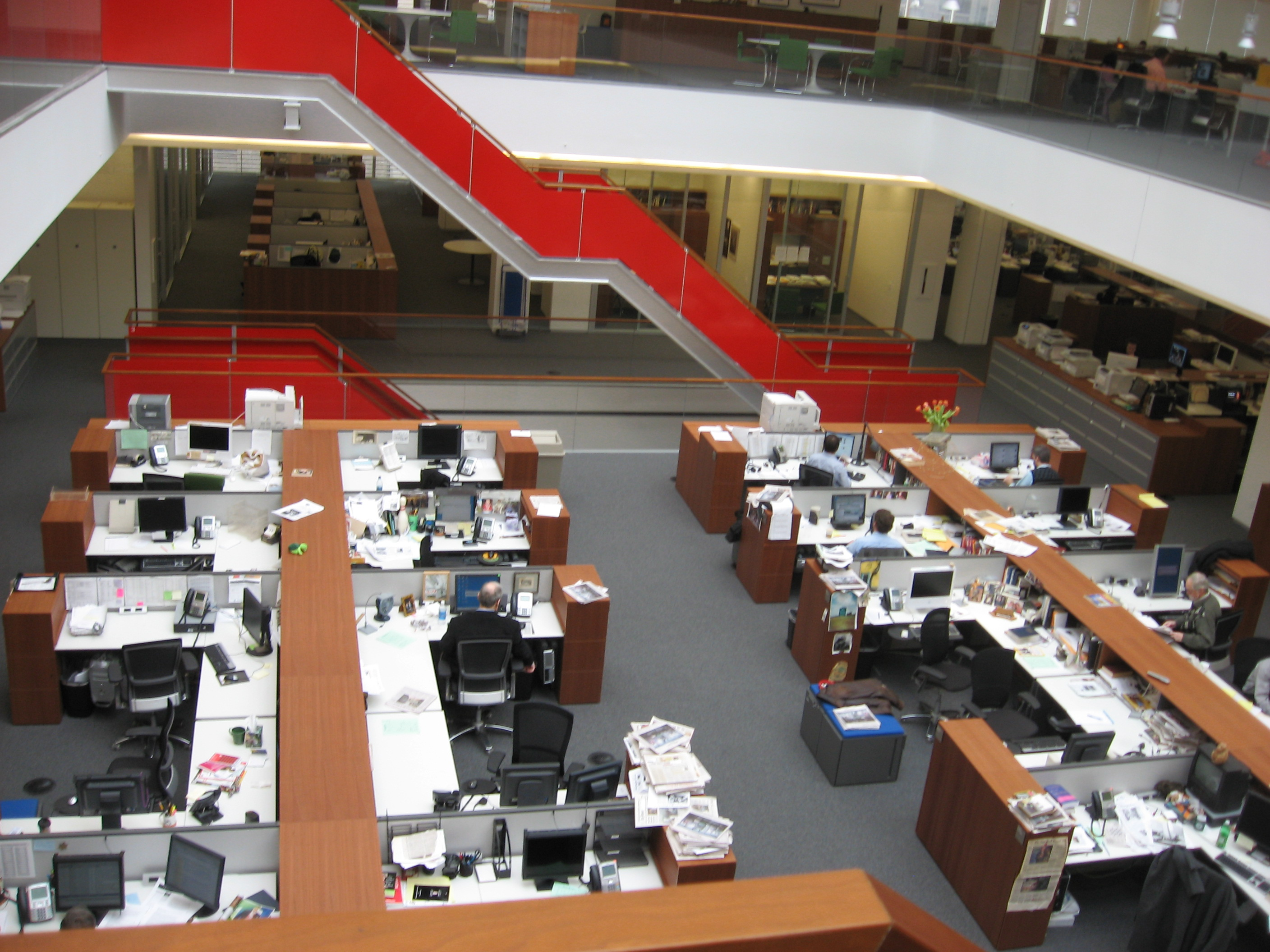
Newsroom der New York Times (2008)

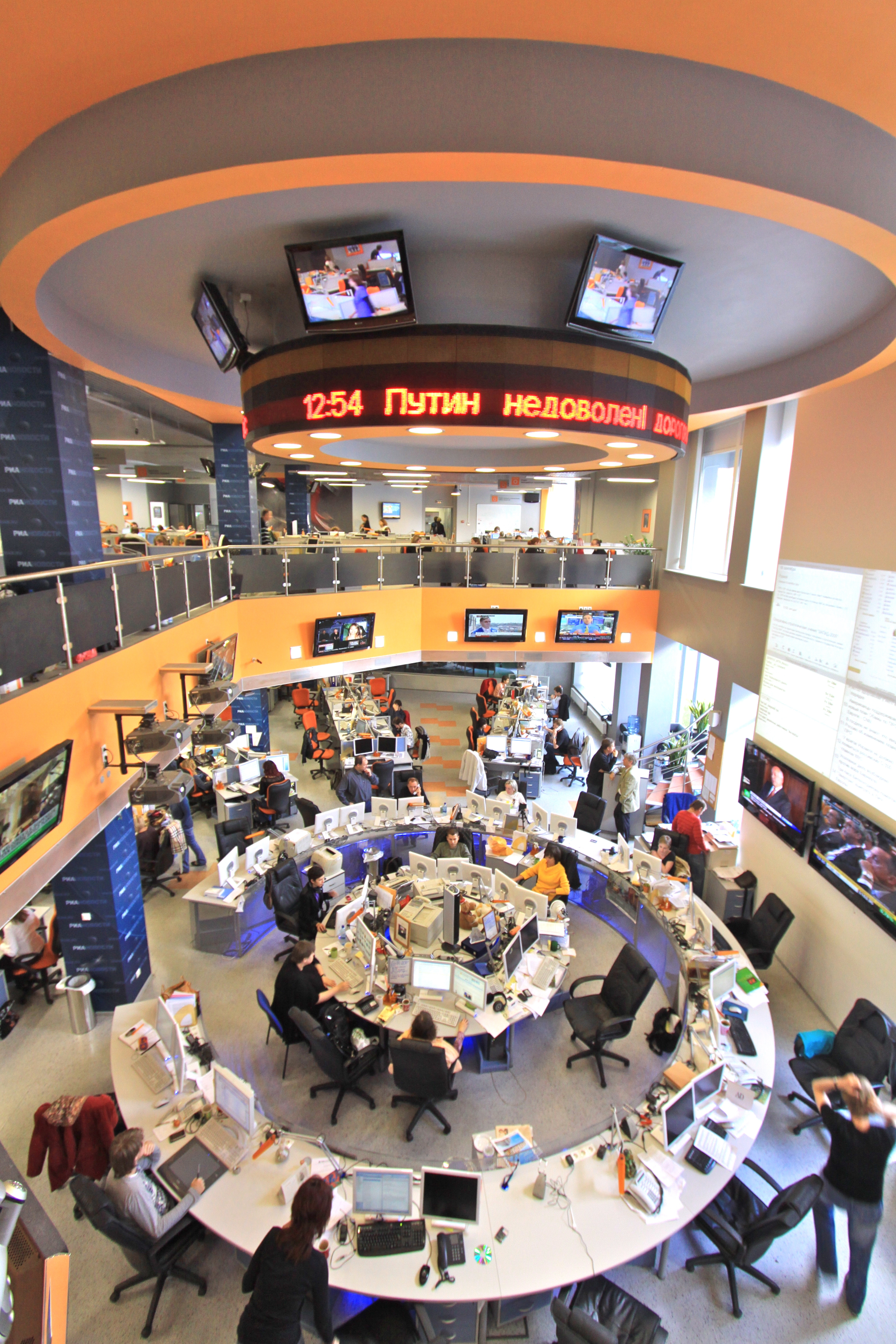
Newsroom der russischen Nachrichtenagentur RIA Novosti (2009)

Newsdesk (engl. Begriff für „Nachrichtentisch“) oder Newsroom bezeichnen eigentlich den Arbeitsplatz, an dem aktuelle Meldungen eingehen. Davon abgeleitet bedeutet es eine Organisationsform in Redaktionen, bei denen Ressortleiter aus verschiedenen Ressorts an einem gemeinsamen Tisch sitzen und die Themen und Nachrichten festlegen und platzieren. Oft werden mehrere Publikationen und alle digitale Medien eines Verlagshauses oder Medienunternehmens wie Zeitungen, Websites, TV- und Radio-Nachrichten sowie Social Media durch den Newsroom abgedeckt. Davon getrennt sind zum Teil die Journalisten, die die Beiträge schreiben.

## Geschichte
Newsdesks und Newsrooms stammen aus den USA. Dort war das Großraumbüro für Redaktionen schon um 1900 üblich, während in deutschen Redaktionen Kleingruppenbüros, Trennung der Ressorts sowie Einzelbüros für leitende Redakteure typisch waren. Das andersartige Raumkonzept war bekannt, es spiegelte jedoch völlig andere Organisationsformen, Produktionsabläufe, Funktionsrollen (Redakteur/Editor, Reporter, Rewriter), inhaltliche Ansprüche, Arbeitskultur und Berufsidentität. In den 1920er Jahren wurde es etwa in Branchendiensten und Fachzeitschriften mit den Thema der Amerikanisierung des deutschen Journalismus erörtert, aber selten in der Praxis übernommen, zum Beispiel bei der experimentellen Berliner Ullstein-Tageszeitung Tempo.
Der Zeitungswissenschaftler Emil Dovifat beschrieb nach einer USA-Reise in seinem bei Praktikern vielbeachteten Buch Der amerikanische Journalismus (1927) einen „News room“, in dem eine bis zu dreistellige Zahl von Menschen arbeitet. „Das ist ein einziger großer Raum, in dem alles, vom Nachrichtenchef bis zum jüngsten Reporter, hemdärmelig bei der Arbeit ist“. Detailliert beschrieb er den Gang des „Nachrichtenrohstoffs“ über die „hufeisenförmigen Tische“ der Telegraphen- und Lokalredakteure sowie die Verteilung von „Redigierpulten“, „Reporterpulten“, „Neu- und Umschreibepulten“. Der Charakter eines amerikanischen „News room“ sei der einer „News machine“, einer Nachrichtenmaschine, die von der Autofabrik von Henry Ford nicht mehr zu unterscheiden seien die den „an sich geistigen Vorgang weitgehend mechanisiert“. Dovifat druckte dazu eine ausführlich erläuterte Raumskizze der New York Times ab. Ähnlich erörterte es der Berliner Zeitungskundler Karl Bömer: Der amerikanische „Newsroom, der Nachrichtensaal“, habe mit typisch deutschen „Redaktionsstuben“ nichts zu tun, er unterliege den Gesetzen von „Zentralisation, Rationalisierung, Schematisierung“.
Im amerikanischen Raum- und Organisationskonzept war es für Zeitungsredaktionen naturgemäß viel leichter, Online- und Printausgaben zu koordinieren oder Inhalte gemeinsam für mehrere Medienkanäle zu produzieren. Die Tageszeitung The Philadelphia Inquirer soll im Herbst 1994 einen der ersten multimedialen Newsdesks eingerichtet haben.

## Vorteile
Ein Vorteil dieser Lösung, die von immer mehr Zeitungsredaktionen übernommen wird, ist eine bessere Koordination der Ressorts. Sie schränkt jedoch das selbständige Arbeiten der klassischen Ressorts ein und ermöglicht eine stärkere Kontrolle der Arbeitsabläufe und Beiträge. Voraussetzung für die Einrichtung von Newsdesks ist ein Redaktionssystem, das jederzeit einen Zugriff auf alle im Entstehen befindlichen Zeitungsseiten und digitalen Medien ermöglicht. Solche Redaktionssysteme wurden seit den 1990er-Jahren eingeführt. Immer mehr Tageszeitungen organisieren ihre Online- und Printausgaben von einem einzigen Newsroom aus, so etwa die Süddeutsche Zeitung und die Frankfurter Rundschau. Im Newsroom des Axel-Springer-Hochhauses in Berlin werden seit 2002 Die Welt und Welt am Sonntag sowie bis Ende 2013 auch die Berliner Morgenpost und bis Ende 2019 Die Welt Kompakt von einem Newsroom mit zeitweilig bis zu rund 400 Mitarbeitern gestaltet. Im Newsroom der Blick-Publikationen in Zürich arbeiten rund 200 Leute.

## Kritik
Ein Kritikpunkt am Newsroom-Konzept ist, dass damit Redakteurstellen eingespart werden. Die Artikel kommen immer häufiger von freien Mitarbeitern und nicht mehr von fest angestellten Reportern und Lokaljournalisten. So hat z. B. der Bundesvorsitzende des Deutschen Journalisten-Verbandes Michael Konken zum Tag der Arbeit am 1. Mai 2008 die Bedrohung der unabhängigen Presse durch immer mehr Leiharbeit in den Redaktionen scharf kritisiert: „Einige Verleger setzen alles daran, Journalisten zu billigen Lohnschreibern zu degradieren“. Er verwies auf mehr als ein Dutzend Zeitungsverlage in Deutschland, die seinen Angaben zufolge qualifizierte Redakteursstellen ausschließlich dauerhaft mit Leiharbeitnehmern besetzen.
Redakteure, die an Newsdesks arbeiten, bemängeln zudem räumliche Enge und Störung ihrer Arbeit durch Geräuschbelästigung in einem Großraumbüro.

## Newsroom-Computer-Systeme
Nachrichtenredaktionen haben in den letzten Jahren erhebliche Veränderungen durchlaufen, die durch die digitale Revolution und die daraus entstandenen Veränderungen in den Präferenzen des Publikums beeinflusst wurden. Entwicklungen wie die digitale Transformation, die Integration von Multimedia, das Engagement in Sozialen Medien, Live-Berichterstattung, Remote-Produktion und datengesteuerter Journalismus sind heute integraler Bestandteil der modernen Nachrichtenproduktion.
Newsroom-Computer-Systeme (NRCS) sind Software- und Hardwarelösungen, die in den Newsdesks eingesetzt werden, um den Produktionsprozess zu optimieren. Diese Systeme erfüllen mehrere entscheidende Aufgaben, darunter die Verwaltung von Inhalten, die Zusammenarbeit, die Workflow-Verwaltung, die Integration, die Planung und Zeitplanung, die Archivierung und die Zugänglichkeit. Einige der NRCS-Systeme, die auf dem Markt verfügbar sind, sind Octopus Newsroom, ENPS, Dalet, Burli Newsroom und NewsBoss.